# Hyōhō Niten Ichi-ryū
Hyōhō Niten Ichi-ryū (兵法二天一流?) o Niten Ichi-ryū, traducibile come "Scuola della strategia dei due cieli in uno", è una koryū (ovvero una scuola tradizionale giapponese di spada) fondata dal samurai Miyamoto Musashi, descritta nel trattato Il libro dei cinque anelli (五輪書?, Go rin no sho).

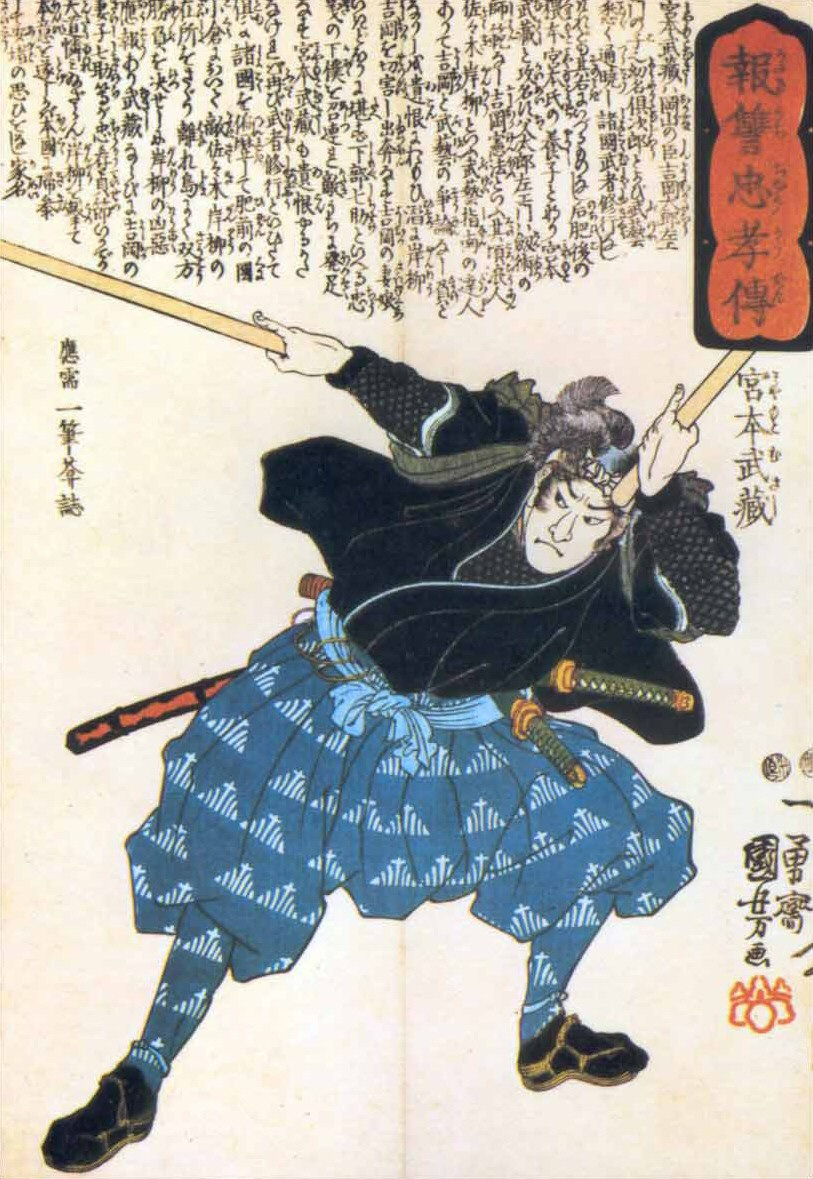
Miyamoto Musashi

Conosciuta principalmente per la pratica a due spade, questa scuola in realtà insegna in egual misura l'uso della spada lunga, corta e del bastone lungo. Musashi la chiamò Niten Ichi (二天一, "Due cieli in uno") o Nitō Ichi (二刀一, "Due sciabole in una") ed è conosciuta come "scuola di Kenjutsu".
Come testimonianza dell'eredità di Miyamoto Musashi, il Niten Ichi-ryū conserva gelosamente il bokken, il quale viene passato da caposcuola in caposcuola.

## Descrizione

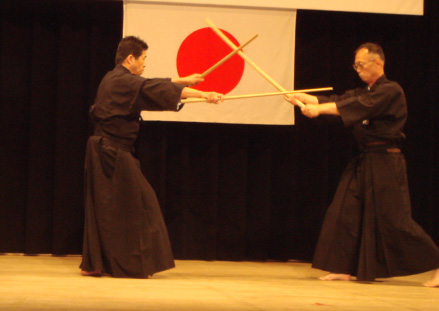
Dimostrazione dei maestri Yoshimoti Kiyoshi e Ishii Toyozumi

Il Niten Ichi-ryū comprende una trattazione delle varie armi e del loro utilizzo e un'esposizione della varie posture del corpo e dei vari modi di colpire l'avversario. Musashi non espone mai la propria dottrina in maniera esplicita: pure nelle sezioni più "tecniche" l'importanza del non-detto travalica quella dell'esposizione formale. D'altra parte lo stesso autore del Go rin no sho afferma di non aver mai avuto un maestro, e il vero stratega deve apprendere da solo i fondamenti della strategia, attraverso poche fondamentali linee guida.
Uno dei concetti fondamentali del Niten Ichi-ryū è l'uso delle due spade. All'epoca dei samurai un guerriero (bushi) aveva due spade alla cintura: la katana (spada lunga) e la wakizashi o tanto (spada corta). Morire con una di queste armi ancora nel fodero significava non aver fatto tutto il possibile per vincere. Questo è ovviamente contrario all'etica del samurai: nel Niten Ichi-ryū si raccomanda dunque di imparare ad utilizzare tutte e due le spade in combattimento.
Altro importante concetto è il non fare affidamento solo sull'equipaggiamento. Certe scuole di scherma dell'epoca insegnavano l'utilizzo di un particolare tipo di arma, magari una spada più lunga del normale, e come trarre vantaggio da queste. Un vero stratega - ammonisce Musashi - conosce pregi e difetti di ogni singola arma, ma non si limita ad usarne solo una: una spada lunga ad esempio può essere inutile negli spazi stretti. L'eccessiva specializzazione porta all'estinzione, e l'eccessiva fiducia nel mezzo porta alla sconfitta.
Per quanto riguarda la parte "tecnica", il Niten Ichi-ryū considera le posizioni di guardia basilari, assumendo la guardia classica (chudan) come centro dell'azione. Raccomanda altresì di non affidarsi solo a questo: le varie posizioni del corpo devono rispondere alle necessità del momento, così come non esiste un solo modo di muovere i piedi o di portare un fendente.
Anche per quanto riguarda i fendenti, Musashi resta sul vago: la spada si impugna (come nel kendō) con una presa forte delle ultime due dita di ogni mano. Nel portare un fendente l'unica preoccupazione deve essere: tagliare il nemico. Il Niten Ichi-ryū tratta in maniera abbastanza "fumosa" vari tipi di colpi e fendenti, senza mai curarsi di spiegare la tecnica del colpo nel dettaglio, Musashi preferisce focalizzare l'attenzione sulla percezione mentale di ogni colpo. Quindi si avrà il "fendente che va proprio a segno", il "fendente fuoco e pietre", il fendente "foglie rosse", ecc...
Più della tecnica in sé, traspare nel Niten Ichi-ryū una caratteristica fondamentale: il colpo, quale che esso sia, deve essere scagliato in una sola unità di tempo, e deve andare a segno nella propria mente, prima che nell'avversario. Il ritmo dei fendenti e delle parate è importante: chi non conosce il ritmo di un duello, chi non sa colpire nell'unità di tempo giusta, anche se in possesso di grande forza ed impareggiabile tecnica verrà sconfitto.
In effetti, più che una scuola di scherma, il Niten Ichi-ryū è una dottrina filosofica: essere sempre pronti a cambiare ed adattarsi, come l'acqua si adatta al contenitore. Lo stratega non è solo colui che impone il proprio metodo e il proprio ritmo al duello, ma anche e soprattutto chi sa leggere la situazione, valutare velocemente i punti di forza e debolezza, cambiare la situazione in proprio favore e - fondamentale - vincere.
Addentrandosi attraverso il Go rin no sho nella dottrina del Niten si scopre il fondamento della scuola: il vuoto. Sia la postura, che la camminata, che il colpire con un fendente devono sottostare alla regola del vuoto; colpire, sì, ma senza l'intenzione di colpire; colpire con la mente vuota. Il concetto di vuoto nel Niten Ichi-ryū, ma anche nelle altre discipline orientali, è molto diverso da quello occidentale. Il vuoto è l'assenza di forma, di intenzione, di evidenza. Colpire senza l'intenzione, avere una posizione non evidente, una forma-senza forma: questo è il fondamento del Niten Ichi-ryū.
Solo attraverso la mente vuota - avverte Musashi - è possibile trovare la Via.

## Stirpe dei maestri
La trasmissione dell'insegnamento e i segreti della scuola sono stati nei secoli custoditi dai seguenti maestri:
1. Shinmen Miyamoto Musashi-No-Kami Fujiwara no Genshin
2. Terao Kyumanosuke Nobuyuki (il 2° nome può essere letto « Motomenosuke »)
3. Terao Goemon Katsuyuki
4. Yoshida Josetsu Masahiro
5. Santo Hikozaemon Kyohide
6. Santo Hanbe Kiyoaki
7. Santo Shinjuro Kiyotake
8. Aoki Kikuo Hisakatsu
9. Kiyonaga Tadanao Masami
10. Imai Masayuki Nobukatsu
11. Iwami Toshio Harukatsu
12. Kajiya Takanori

## La scuola oggi

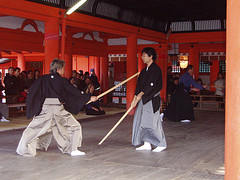
Itto Seiho

Kajiya Takanori soke è l'attuale caposcuola e rappresenta la 12ª generazione della linea di trasmissione sopra elencata. Iwami soke insegna in Giappone al Kokura, Kitakyūshū. Lo Hyoho Niten Ichi Ryu è presente anche al di fuori del Giappone: è praticata in parecchi paesi d'Europa (in particolare in Francia) e nel continente nord americano. Come accade nelle koryu, solo il caposcuola ('soke'), ha il potere di trasmettere l'insegnamento e decidere chi designare come insegnanti per dirigere il keiko (allenamento) nei differenti dojo esistenti in Giappone e all'estero. L'organizzazione dell'antica tradizione marziale è infatti di tipo piramidale, con il vertice rappresentato da colui che detiene il titolo di soke (caposcuola). Esso ha massimo potere decisionale e il suo insegnamento è il solo ad essere rappresentativo dell'intera scuola seguito, in ordine di importanza e competenze, da coloro che hanno ricevuto il titolo di menkyo kaiden e menkyo. Il concetto di trasmissione dell'insegnamento su cui si basa questa scuola può essere riassunto con la seguente metafora: "travasare dell'acqua da un bicchiere all'altro, senza che nessuna goccia sia persa". Come per tutte le koryu, quindi, nessuna conoscenza può essere divulgata senza l'autorizzazione del soke. In tal modo si crea un legame diretto tra ogni dojo e l'Hombu Dojo (dojo centrale) del soke.

### Funzionamento della «koryu»
L'Hyōhō Niten Ichi-ryū è considerato dal Nihon Kobudo Kyokai, l'associazione dei kobudo giapponesi, come il ramo principale delle differenti scuole che in Giappone si proclamano dirette discendenti dell'insegnamento di Miyamoto Musashi. Questa scuola si basa sul modello delle koryu che differisce da quello dei gendaï budo per le seguenti caratteristiche:
1. un grande maestro riceve la totalità dell'insegnamento dalla generazione precedente e lo trasmette alla generazione successiva.
2. solo il grande maestro conosce la totalità dell'insegnamento e le condizioni che ne permettono la sua trasmissione.
3. solo il grande maestro può concedere l'autorizzazione ad insegnare, ovvero assegnare i titoli di menkyo e menkyo kaiden. Allo stesso modo può concedere l'autorizzazione ad insegnare nel caso in cui i dojo si trovino all'estero (Europa, Nordamerica) e in tal senso Iwami soke ha designato dei responsabili per ogni paese.
4. qualsiasi persona che professi un insegnamento interpretato liberamente si oppone all'essenza di una koryu. Bisogna tenere presente che l'interpretazione nasce solo da una conoscenza totale dell'insegnamento e questa conoscenza è posseduta esclusivamente dal grande maestro.
5. ogni attività d'insegnamento che non si riferisca nominalmente e direttamente al grande maestro della Hyoho Niten Ichi Ryu nella persona del suo 11º successore, Iwami soke, o ad un ramo secondario della linea di trasmissione è considerata estranea alla realtà delle koryu e del kenjutsu.

### Insegnamento della scuola
Come tutte le koryū, l'Hyōhō Niten Ichi-ryū insegna attraverso i seiho (kata) e tale metodo di insegnamento non prevede combattimenti né competizioni. 
La parola 'Seiho' significa letteralmente «condurre l'energia». La pratica si svolge due: l'allievo più anziano fa la parte di chi attacca (Uchidachi) mentre l'altro, meno esperto, si difende (Shidachi). Il tutto eseguendo dei movimenti ben codificati.
Elenco dei seiho:
1. Tachi o Itto Seiho: 12 tecniche con il dachi, la spada lunga. Nella pratica comune l'esercizio si fa col bokken (spada di legno).
2. Kodachi Seiho: 7 tecniche con il kodachi, la spada corta.
3. Nito Seiho: 5 tecniche con il dachi ed il kodachi, una spada lunga e una corta, che corrispondono ai 5 seiho del "libro dell'acqua" contenuto ne "Il libro dei cinque anelli". L'esercizio si fa con i bokken.
4. Bōjutsu: 20 seiho con il bo, il bastone lungo.

Esistono anche altri tipi d'insegnamento che non sono però accessibili a tutti. L'insegnamento è basato sulla trasmissione orale della corretta lettura del Gorin no sho e poiché il giapponese antico non ha punteggiatura, la lettura può dare luogo a diverse interpretazioni.
I seiho sono insegnati in relazione al grado di conoscenza dell'allievo:
- Shoden: Itto Seiho
- Chuden: Kodachi Seiho
- Okuden: Nito Seiho
- Menkyo: Bojutsu
- Menkyo Kaiden: tutto il cursus del ryū e una comprensione profonda degli insegnamenti del fondatore

Esiste anche una forma di kendo chiamato nito kendō ("kendō a due spade"), ispirato a Miyamoto Musashi ma che non conserva alcuna relazione con l'Hyōhō Niten Ichi-ryū (come si è detto, nelle koryu non c'è combattimento). Il "kendo" è una "via marziale" giovane poiché nata dopo la Restaurazione Meiji (1868), ovvero 267 anni dopo la morte di Miyamoto Musashi.

## Attrezzatura
L'Hyōhō Niten Ichi-ryū insegna agli allievi l'uso di due particolari armi che testimoniano la filosofia di Musashi tanto quanto i suoi seiho: il bokken (spada di legno) e lo shoto bokken (spada corta di legno).

## Criteri di ammissione
La scuola è aperta ad allievi provenienti da ogni parte del mondo senza restrizioni, anche se i criteri di ammissione sono rigorosi e selettivi.
In particolare si richiede all'allievo una pratica regolare ed un rispetto delle regole del dojo. Anche se ogni dojo ha le sue regole ce n'è una comune a tutti che consiste nell'impedire che si verifichino situazioni di pericolo causate dalla disattenzione o dalla presunzione dell'allievo. In generale quindi non è accettata la mancanza di assiduità nella pratica e tantomeno una condotta irrispettosa.

## Localizzazione dei dojo

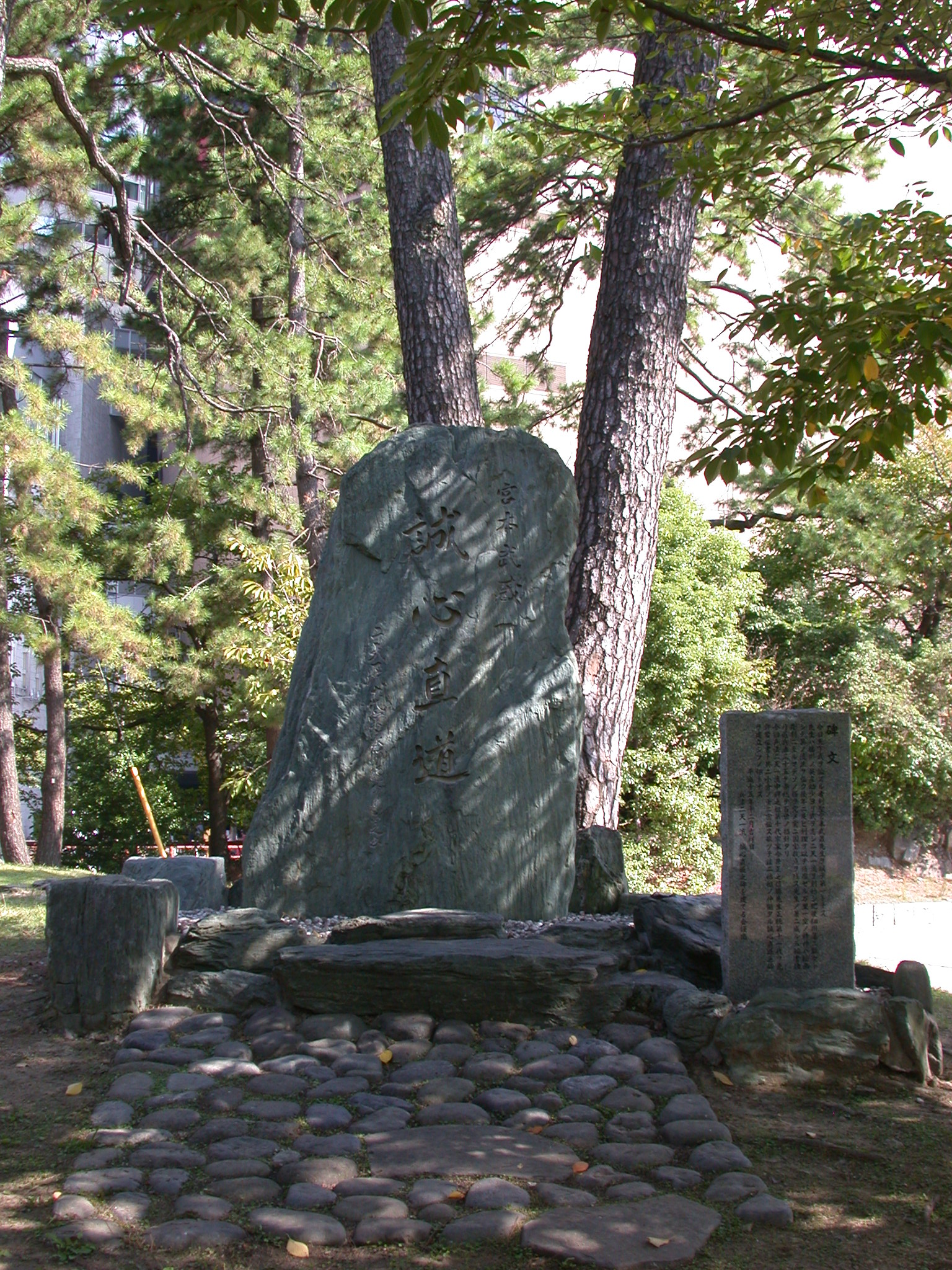
Monumento : "Seishin Chokudo", Kokura, Kitakyūshū.

Il Hombu Dojo (dojo centrale in Giappone) si trova a Kokura nel Kyushu ed è diretto da Iwami Toshio Harukatsu soke. L'insegnamento è aperto a tutti, giapponesi e non. Per far parte di una koryu si deve essere accettati dal soke e si devono comprendere i doveri dell'essere allievo. Al di fuori del Giappone la scuola è presente in Canada, Cile, Finlandia, Francia, Germania, Ungheria, Italia, Paesi Bassi, Regno Unito, Repubblica Ceca, Repubblica Slovacca, Slovenia, Romania, Croazia. Per aprire un dojo di Hyoho Niten Ichi Ryu è obbligatorio il consenso da parte del soke.
Una volta all'anno in Europa viene organizzato uno stage internazionale con la partecipazione di Kajiya soke, permettendo così l'incontro degli allievi di tutti i dojo.